# پیاگ

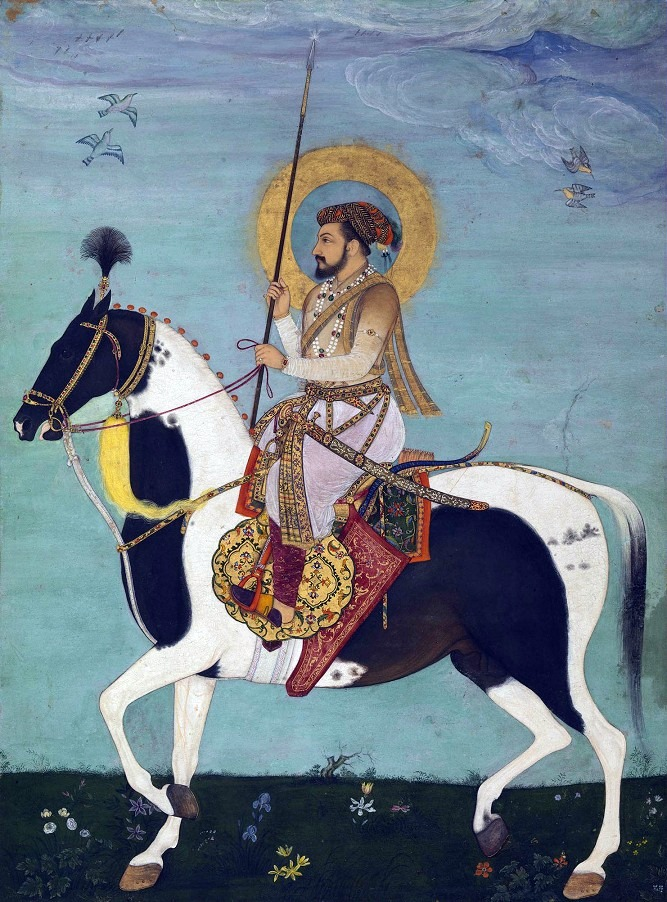
نقاشی شاه جهان اثر پیاگ

پَیاگ یا پرَیاگَ هنرمندی هندوستانی بود که در زمان امپراتوری گورکانیان می‌زیست. او برادر بزرگتر هنرمند مشهور دیگر، بالچند، بود و احتمالاً کار خود را در کارگاه سلطنتی در اواخر سلطنت اکبرشاه (حک. ۱۵۵۶–۱۶۰۵) آغاز کرد. نقاشی‌هایی با نام وی در چند نسخه خطی دهه ۱۵۹۰ وجود دارد. در هر صورت در دوره جهانگیرشاه (حک. ۱۶۰۵–۱۶۲۷) او فعالیت هنری مداومی داشته، اما برخی از ۲۰ آثار شناخته شده‌اش هم در زمان سلطنت شاه جهان (حک. ۱۶۲۸–۱۶۵۸) رسم شده‌است. چهار مینیاتور از این آثار در پادشاه‌نامه آمده. این صحنه‌ها شامل دو صحنه جنگ و دو صحنه دربار است. صحنه‌های نبرد کاملاً متشکل است، و چهره‌هایی که به صورت گروه‌های کوچک در چشم‌اندازها قرار گرفته‌اند و منجر به مناظر دور می‌شوند. توجه پیاگ غالباً به جزییات ریز نظیر لباس سربازان معطوف بود. پالت تاریک و پر زرق و برق او به شدت به زیبایی صحنه می‌افزاید. مهارت اصلی پیاگ در تصویرگری صورت بود که صحنه‌های درباری فرصت‌های بسیار خوبی را برای آن فراهم می‌کرد. پیاگ در رسم دقیق ویژگی‌های چهره شخصیت‌های متمایز در ترکیب‌های متقارن، معمولاً سرآمد بود.

## نگارخانه

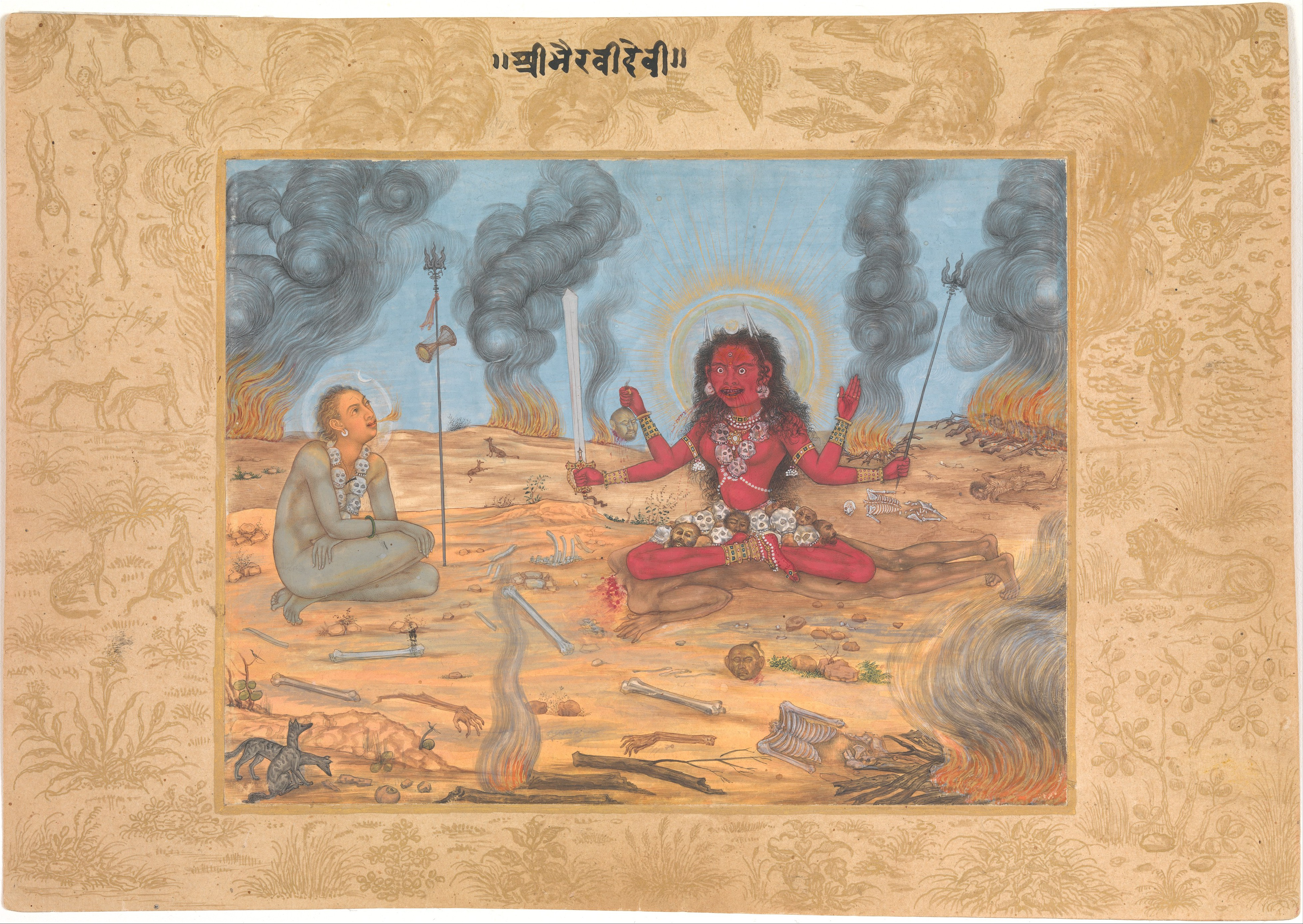
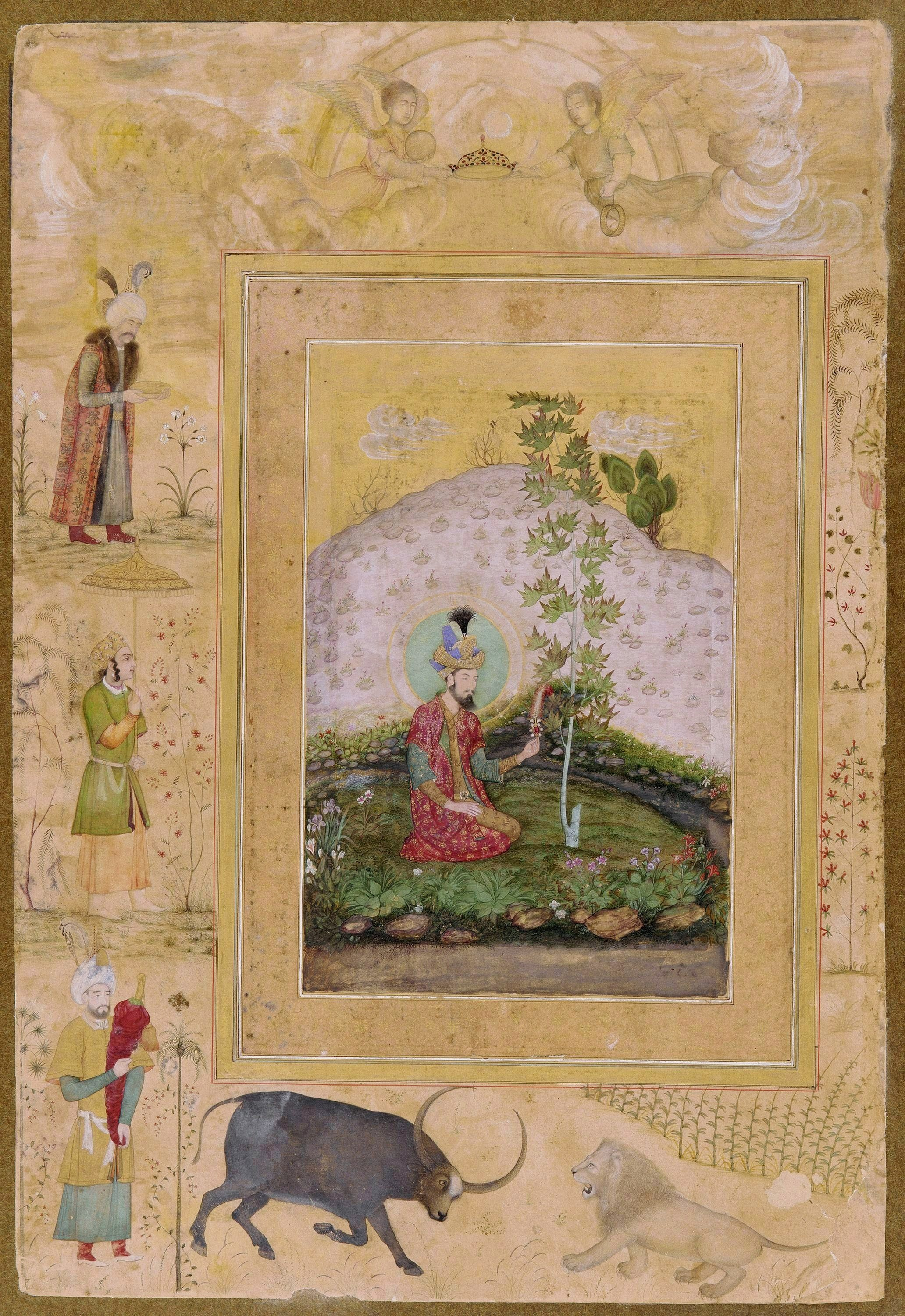
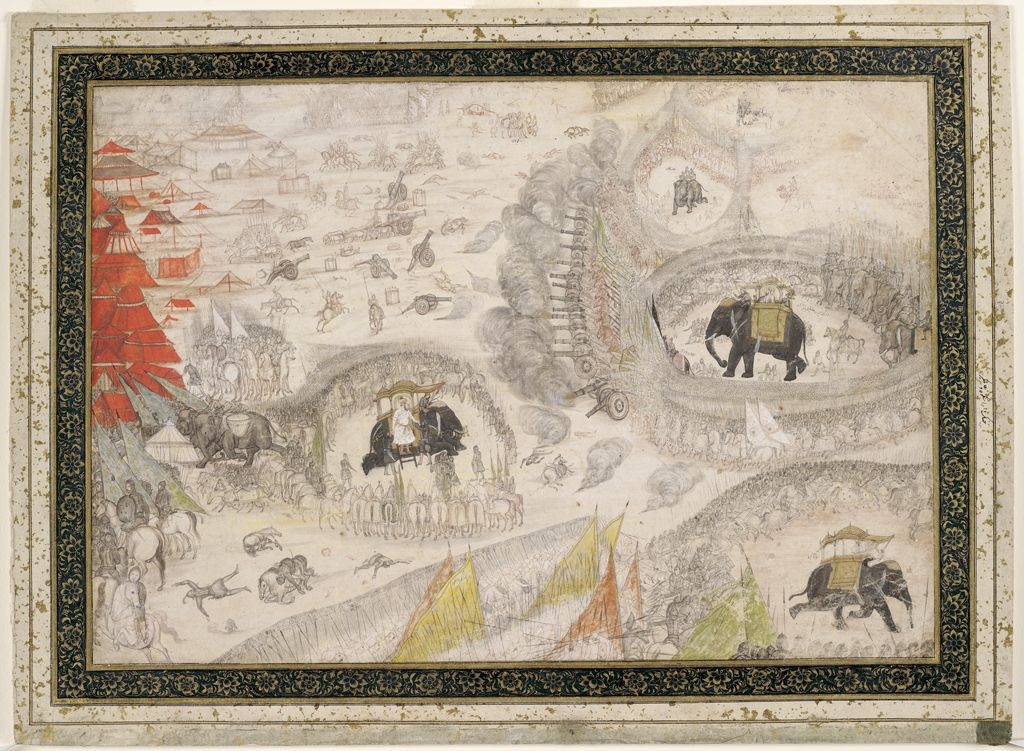
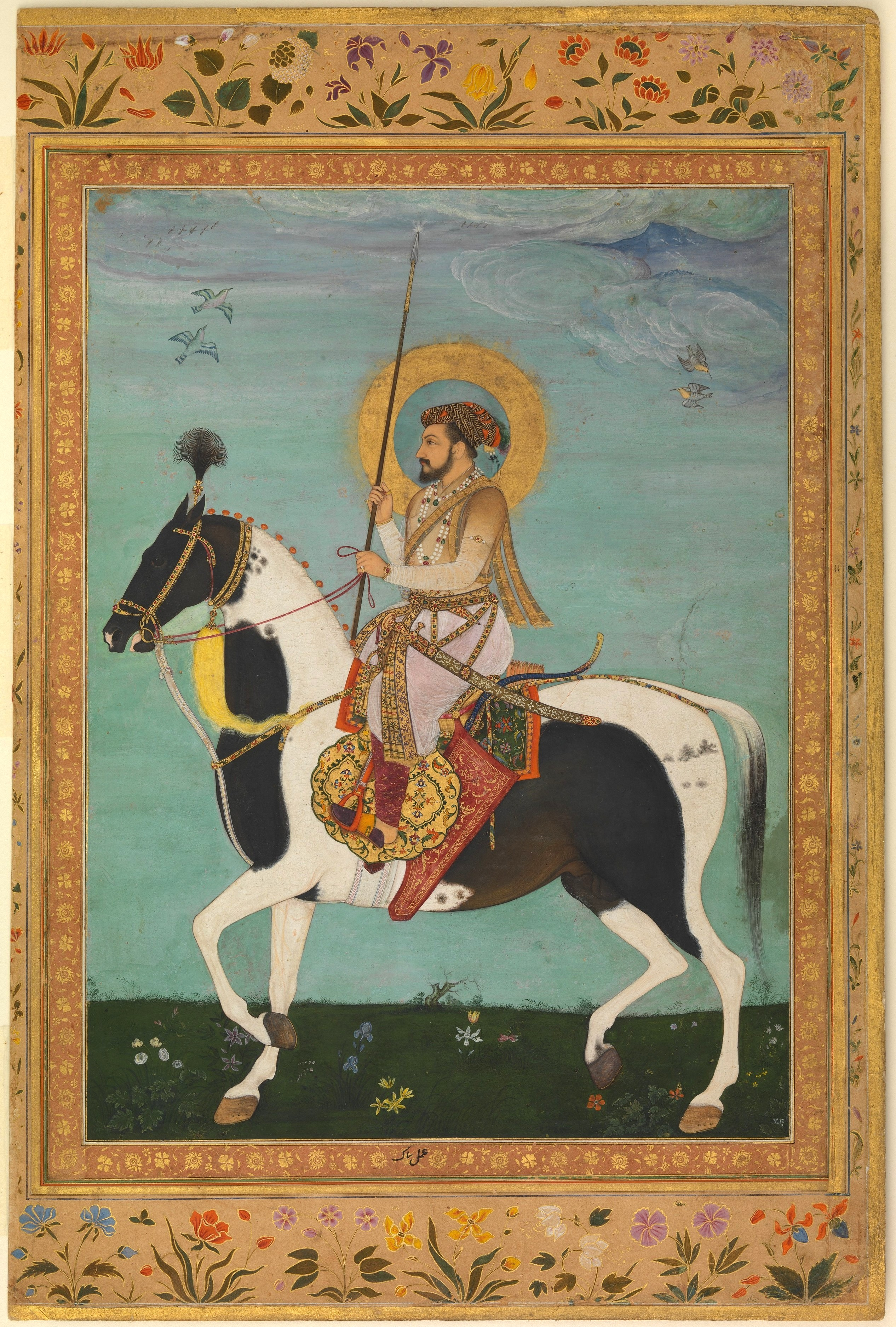
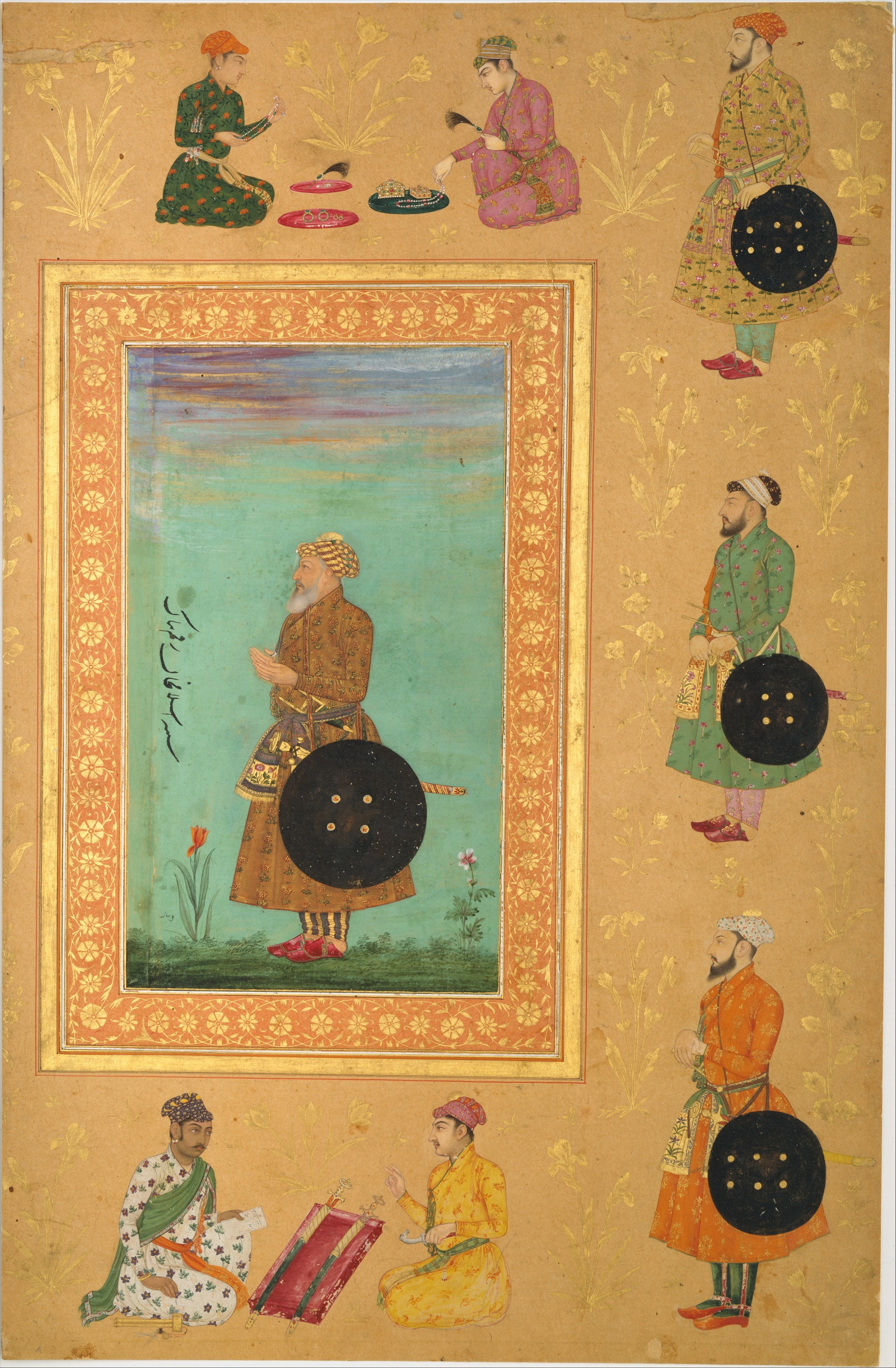
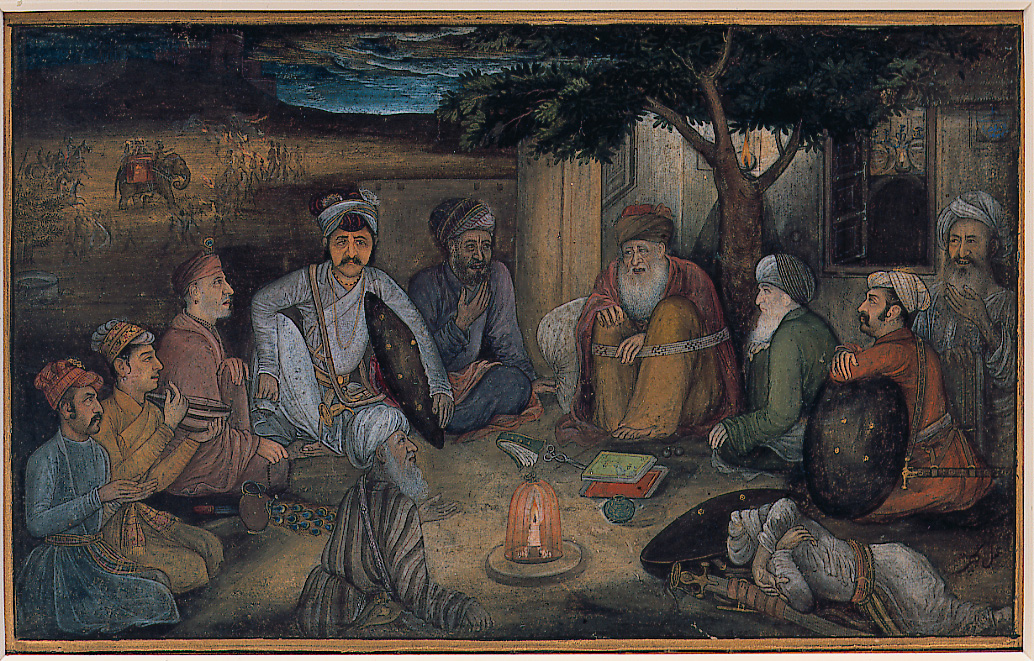
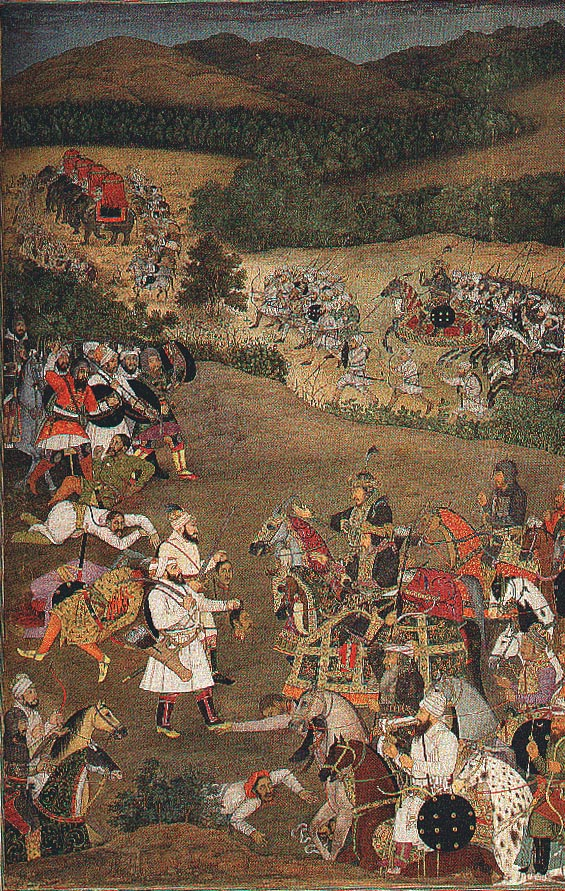
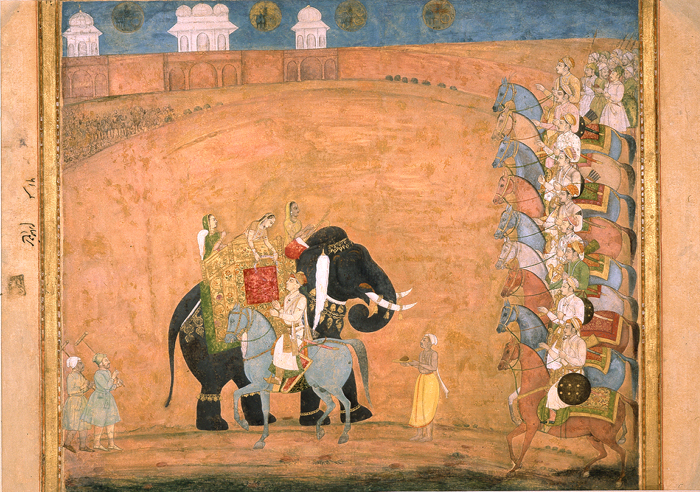
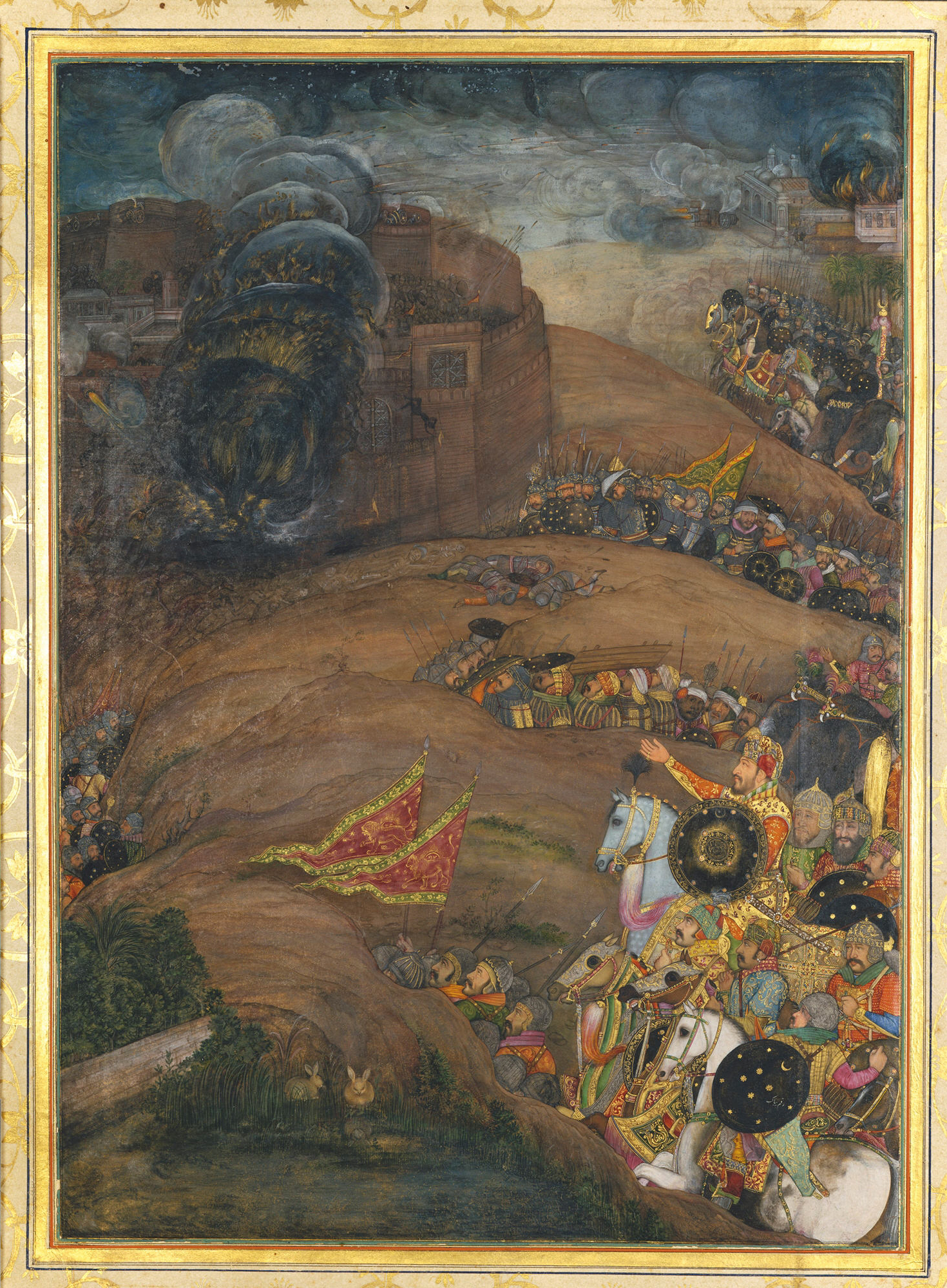
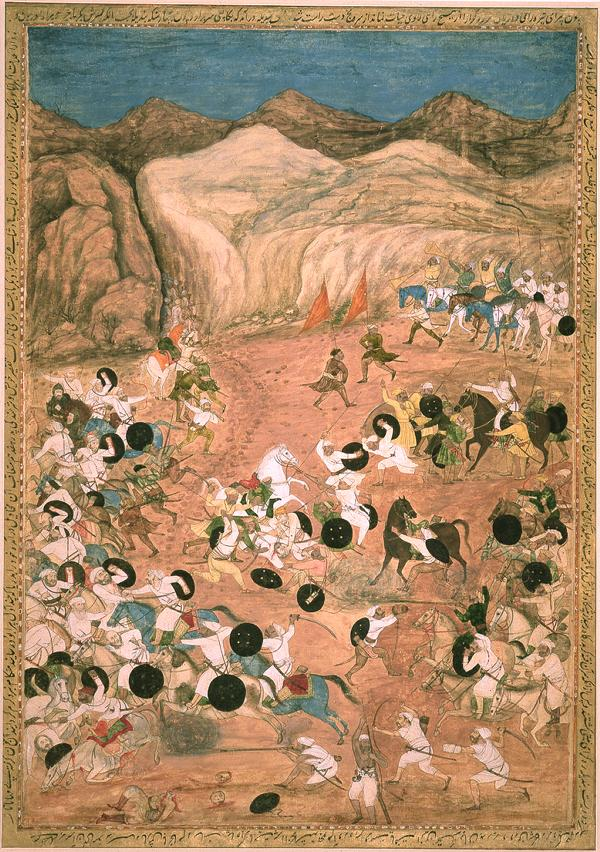
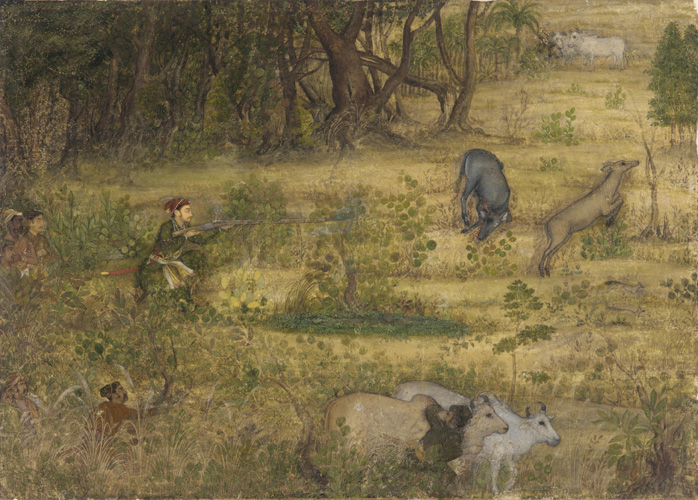

- پرونده:Shah Jahan on Horseback", Folio from the Shah Jahan Album MET DP235886.jpg

## منبع
- Jeffrey A. Hughes. «Payag [Payāg; Prayāga]». Grove art. Oxford.